# Giambattista Bodoni

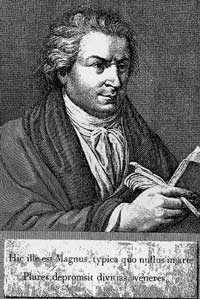
Giambattista Bodoni

Giambattista Bodoni (Saluzzo, 16 februari 1740 – Parma, 29 november 1813) was een Italiaans graveur, uitgever, en letterontwerper. 
Bodoni legde zich toe op de technische verbetering van de typografie. De Engelse letterontwerper John Baskerville was zijn voorbeeld. De letterontwerpen van Bodoni hebben echter een groter contrast tussen dikke stokken en dunne schreefjes en bogen. Zijn stijl trok vele bewonderaars en overtrof de populariteit van Franse typografen zoals Philippe Grandjean en Pierre Simon Fournier.
Bodoni werd in 1768 benoemd tot drukker aan het hof van Parma. Belangrijke door Bodoni uitgegeven werken betreffen die van Horatius (1791), Vergilius (1793) en Homerus (1808). Zijn naam leeft voort in een invloedrijk door hem ontworpen lettertype, de Bodoni.
In Parma is een in 1963 geopend museum aan hem gewijd. In Nederland bevindt zich een omvangrijke verzameling van enkele honderden Bodoni-drukken bij Bijzondere Collecties van de Universiteit van Amsterdam.
- Bibsys: 90673620
- Biblioteca Nacional de Chile: 000806094
- Biblioteca Nacional de España: XX860122
- Bibliothèque nationale de France: cb12121335r (data)
- Catàleg d'autoritats de noms i títols de Catalunya: 981058518070006706
- CiNii: DA1541578X
- Gemeinsame Normdatei: 118852787
- International Standard Name Identifier: 0000 0001 2130 3498
- Library of Congress Control Number: n50010063
- Nationale Bibliotheek van Tsjechië: ola2002153434
- Nationale bibliotheek van Australië: 36092714
- Nationale Bibliotheek van Israël: 987007301721505171
- Nationale Bibliotheek van Polen: a0000002214902
- Nationale en Universitaire bibliotheek Zagreb: 000230492
- Nederlandse Thesaurus van Auteursnamen: 071466193
- Réseau des bibliothèques de Suisse occidentale: 02-A018133871
- RKD-Nederlands Instituut voor Kunstgeschiedenis: 223841
- Istituto Centrale per il Catalogo Unico: RAVV042068
- LIBRIS: 380032
- SNAC: w6qn6k97
- Système universitaire de documentation: 029628148
- Trove: 1210990
- Union List of Artist Names: 500097146
- Virtual International Authority File: 44331011
- WorldCat: E39PBJtcDmmH8gDWHq7VJ7WVYP